# Mesjagutovo
Mesjagutovo (in russo Месягутово?; in baschiro Мәсәғүт) è un villaggio della Russia europea orientale, situato nella Repubblica autonoma della Baschiria; appartiene al rajon Duvanskij, del quale è il centro amministrativo.
Il villaggio si trova nel nord-est della repubblica, a 233 km da Ufa. Il fiume Aj scorre attraverso il villaggio.